# Julián Fiallo
 Julián Fiallo  (nacido en Cuba) fue un flautista y  popular compositor cubano de la primera mitad del siglo XX.

## Biografía
Desempeñó un papel destacado como músico y compositor dentro del movimiento musical conocido como la charanga cubana. Fue autor de populares canciones como "Caprichito de Verdad", “La Manía de Mamaíta", “Cruel tormento”, “Dale como es” y "Alegre en el Cañaveral".
En 1941 presidió la Sociedad General de Autores de Cuba, institución creada en 1927 con la finalidad de velar por los derechos de autor de los compositores cubanos. De esta sociedad también fueron presidentes personajes de la música cubana como Antonio María Romeu y Jorge Ankerman.